# テオドール・クラク
テオドール・クラク（Theodor Kullak, 1818年9月12日 - 1882年3月1日）は、ドイツのピアニスト、作曲家、教師。

## 生い立ち
クラクはポズナン大公国のクロトシンに生まれた。彼はポズナンでアルブレヒト・アクテの生徒となりピアノの勉強を始めた。彼はぐんぐん腕をあげ、8歳の時には芸術に造詣の深いアントニ・ラジヴィウ公が関心を寄せるまでになった。このように早くからの貴族のパトロンを惹きつける能力は、彼がその後何年にもわたって駆使した技であった。1829年にはラジヴィウ公が影響力を行使し、ベルリンでの宮廷演奏会をあつらえた。クラクはヘンリエッテ・ゾンタークという人物と共演した。このとき、普段は物静かなヴィルヘルム4世が非常に喜び、若いクラクに3枚のフリードリヒ金貨を与えた。ベルリンでの6週間は真に冒険に満ちたもので、それはヴロツワフでの演奏会で拍手喝采を受け満足することで仕舞いとなった。ラジヴィウ公は親切にも、クラクの修業の世話としてチュリヒャウ（スレフフ、現在はポーランド領）の学校の学費を援助したのである。
クラクに対するラジヴィウ公の援助は次第になくなっていき、13歳から18歳までの間は時たまにしかピアノに触れることがなかった。19歳の時、父の命により、彼は賢明な判断をすることになり、医学を学ぶためにベルリンに赴いた。ところが新たな貴族の友人であるインゲンハイム（Ingenheim）が少額の資金を支給してくれることになり、それによって彼はジークフリート・デーンとE.E. タウベルト（Taubert）に付いて学ぶことができるようになった。また、インゲルハイムは彼に上流階級の弟子を紹介する手助けをした。医学はクラクの心に響かなかったのだ。音楽はより使命感を帯びたものとなり、1842年にはマッソー夫人（Frau von Massow）が彼に居場所をとりなし、ヴィルヘルム4世は主にピアノの学習資金としてクラクに400ターラー（Thaler）を与えたのである。

## 音楽的キャリア
24歳の時、クラクはウィーンで学ぶことにした。カール・チェルニーが喜んで彼にピアノの手ほどきを行い、オットー・ニコライとジーモン・ゼヒターが理論面の指導に当たった。フランツ・リストとアドルフ・フォン・ヘンゼルトもまた、大きな影響を与えた人物として見逃せない（リストは「スケルツォとマーチ」をクラクに献呈している）。クラクがその年にオーストリアで演奏することはあまりなかったが、1843年にベルリンへ戻るとフロイライン・フォン・ヘルヴィッヒ（Fräulein von Hellwig）が彼にカール王子の娘であるアンナ王女のピアノ教師の職を確約した。しかし、これはまだ序の口であった。クラクはその後王家の王子、王女を教える仕事を得ていき、同時に上流階級の子女も多く受け持つことで、彼の見事に洗練された資質、縁故、そしておそらく非の打ちどころのない礼儀作法が評判になっていったようである。
1844年にクラクはベルリンに音楽同好会を立ち上げ、何年にもわたってその代表を務めた。2年後の28歳の時、プロイセンの宮廷ピアニストに任じられる。さらにその4年後、彼はユリウス・シュテルン、アドルフ・マルクスと協力してベルリン音楽院（クラク大学としても知られる）を設立した。しかし5年が経つ頃、首脳陣の間で意見の対立が生じてクラクは職を辞してしまう。そしてハンス・フォン・ビューローを指導者に迎えた音楽院は、シュテルン音楽院として知られるようになっていく。
1851年、クラクは新たな学校である新音楽アカデミー（Neue Akademie der Tonkunst）を創設した。これは長く成功をおさめ、親しみを込めて「クラク・アカデミー」と呼ばれた。アカデミーはピアニストの養成に特化しており、ドイツ全体でも最大の私立の音楽学校となった。25周年の際には、アカデミーは100人の教員と1100人の学生を擁していた。クラクは1861年に教授となり、またフィレンツェの王立音楽アカデミーの会員となる名誉に与った。彼は他にも多くの栄誉を受けている。彼は1882年にベルリンで息を引き取った。
彼の息子のフランツ・クラク（1844 - 1913）は、始めは父のアカデミーで音楽教育を施され、その後パリでシャルル・ヴェーレとアンリ・リトルフの下で修業を終えた。フランツは神経症で演奏家としての道を断念したが、新音楽アカデミーで教鞭を執り、1882年の父の死後は学長としてその跡を継いだ。
クラクは膨大なピアノ曲を作曲した。中でも「オクターヴ奏法の教本 Die Schule des Oktavenspiels」（1848年）はよく知られている。他の音楽作品であるピアノ協奏曲やピアノソナタは、今日ほとんど演奏されることはない。
クラクの門弟には多くの成功を収めた人物がいる。アルフレート・グリュンフェルト、ハインリヒ・ホフマン、アレクサンドル・イリインスキー、モーリッツ・モシュコフスキ、サイラス・ガメイリアル・プラット、ユリウス・ロイプケ、ニコライ・ルビンシテイン、クサヴァー・シャルヴェンカ、オットー・ベンディックス、ハンス・ビショフ、エイミー・フェイ、ジェームス・クヴァストである。ボヘミアのピアニスト、作曲家のフランツ・ベンデルがアカデミーで教えていた。

## 作品

### ピアノ曲
独奏曲
- Two Etudes de Concert, Op. 2
- Grand Valse brillante, Op. 3
- Le Reve, Pièce de Salon, Op. 4
- Danse des Sylphides, Op. 5
- 12 Transcriptions, Op. 6
- Grand Sonata in F sharp minor, Op. 7
- 12 Transcriptions ou Paraphase, Op. 9
- Fantaisie de Concert sur Freischütz, Op. 11
- Grande Fantaisie sur ‘La Fille du Régiment’, Op. 13
- Grande Fantaisie sur ‘Preciosa’, Op. 14
- Grande Fantaisie sur ‘Jessonda’, Op. 15
- Grande Fantaisie sur La Fille du Régiment de Donizetti, Op. 16
- Die Kunst des Anschlags, Fingerübungen, Op. 17
- Fantaisie de Caprice, Op. 19
- Portfeuille de Musique #1, Op. 20
- La Gazelle, Op. 22
- Une Fleur de Pologne, Polonaise brilliant, Op. 24
- 6 Solis de Piano, Op. 25
- Symphonie-Sonate in E flat major, Op. 27
- Le Danaides, Fantaisie, Op. 28
- Nord et Sud, 2 Nocturnes, Op. 29
- Grande Fantaisie sur ‘L'Etoile du Nord’, Op. 30
- Paraphrase du 4me Acte de ‘Dom Sébastian’, Op. 31
- 3 Mazurkas, Op. 34
- Notturno, Op. 35
- Chant d'Ossian, Op. 36
- Perles d'écume, Fantaisie, Op. 37
- Libella, Thème et Etude, Op. 38
- Rayons et Ombres, 6 Pieces, Op. 39
- Caprice-Fantaisie sur ‘L'Etoile du Nord’, Op. 40
- 2 Paraphrases sur Verdi's Ernani, Op. 43
- La belle Amazone, Rondeau à la Polacca, Op. 44
- Pieces, Op. 45
- Fleurs du Sud, 6 Pieces, Op. 46
- School of Octave playing, Op. 48
- Saltarello di Roma, Op. 49
- Rotkäppchen, Op. 50
- Portfeuille de Musique #2, Op. 51
- Impromptu, Op. 52
- Etincelles, Thème et Etude, Op. 53
- Ballade, Op. 54
- Bouquet de 12 Mélodies russes, Op. 56
- Les Fleurs animées, Op. 57
- Romance variée, Op. 58
- Allegro di Bravoura, Op. 59
- Le Prophète, 7 Transcriptions de Concert, Op. 60
- Schule der Fingerübungen, Op. 61
- Scenes of Childhood, Op. 62
- Galop de Salon, Op. 63
- Valse de Salon, Op. 64
- Romance de Dargomijski, Op. 65
- Romance de Glinka, Op. 66
- Improvisation sur ‘La Fée aux Roses’, Op. 67
- 2 Mélodies hongroises, Op. 68
- 2 Pieces, Op. 71
- Airs nationaux bohémiens, Op. 72
- Ratschläge und Studien, Op. 74
- 5 Idylles, Op. 75
- Shéhérazade, Op. 78
- Lieder aus alter Zeit, Op. 80/1
- Improvisation dramatique sur ‘L'Etoile du Nord’, Op. 80/2
- Leonore, Ballade, Op. 81/1
- Scenes of Childhood, Op. 81/2
- Paraphrase du Siège de Corinthe, Op. 82
- Petrarca an Laura, 3 Pieces, Op. 84
- Hymne, Op. 85
- Bolero di Bravoura, Op. 86
- Valse de Salon, Op. 87
- Psyché, Etude fantastique, Op. 88
- In Wald und Flur, Pieces, Op. 89/1
- Les Arpèges, Etude de Concert, Op. 89/2
- Im Mai, Impromptu, Op. 90
- Au Clair de la Lune, 2 Nocturnes, Op. 91
- 2 Chansonnettes, Op. 92
- Violen, Pieces, Op. 93
- Zwiegespräch, Op. 94
- St. Gilgen, Barcarolle-Prière, Op. 95
- Scherzo, Op. 96
- Impromptu-Caprice, Op. 97
- Airs nationaux italiens, Op. 98
- 2 Valse-Caprices, Op. 99
- Sang und Klang, 4 Pieces, Op. 100
- 2 Polonaises caractéristiques, Op. 101
- Romance in G major, Op. 102
- Hommage à S.A.R. la Princesse royale de Prusse, 3 Pieces, Op. 103
- 4 Solostücke, Op. 104
- Im Grünen, Pieces, Op. 105
- Gracieuse, Impromptu, Op. 106
- Airs nationaux russes, Op. 108
- Polonaise et Valse-Impromptu, Op. 109
- Mazurka-Caprice, Op. 110
- Lieder aus alter Zeit, Op. 111
- Ondine, Op. 112
- 6 Pieces, Op. 113
- Valse-Caprice, Op. 115
- Bolero, Op. 116
- Marche de Couronnement de Meyerbeer, Op. 117
- Valse mignonne, Op. 118
- Soldatenlieder, Op. 119
- Arcadien, Pieces, Op. 120
- Konzert-Etüde für die Klavierschule von Lebert und Stark, Op. 121
- Concert Etude, Op. 122
- Barcarole, Op. 123
- Fantasiestück, Op. 124
- Scherzo in G major, Op. 125
- Mazurka de Concert, Op. 126
- Cavatine de Robert le Diable de Meyerbeer
- Scherzo
- Romanze by Warlamoff (Transcription of Varlamov)

### 管弦楽曲
- Piano Concerto in C Minor, Op. 55 (Piano and Orchestra)

### 室内楽曲
- Andante for Violin and Piano, Op. 70
- Piano Trio in E, Op. 77

### 歌曲
- 4 songs, Op. 1